# Провінція Ікі
Провінція Ікі (яп. 壱岐国 — ікі но куні, «країна Ікі»; 壱州 — ісю, «провінція Ікі») — історична провінція Японії у регіоні Кюсю на острові Ікі. Відповідає усій території цього острова, який сьогодні є частиною префектури Наґасакі.

## Короткі відомості
Перші писемні згадки про «країну Ікі» датуються 3 століттям. Вони містяться у китайській хроніці «Записи трьох держав». Хроніка повідомляє, що Ікі була залежною від великої японської країни Яматай. Остров'яни займалися переважно рибальством і торгували з жителями Корейського півострова та сусідніх японських островів:
Провінція Ікі була сформована у 7 столітті. Проте невідомо, де знаходився її адміністративний центр.
Впродовж середньовіччя острівна провінція належала родині Мацура, представники якої були ватажками місцевих піратських громад. Через нестачу ресурсів вони часто організовували напади на Корею, з метою здобуття продовольства.
У період Едо (1603—1868) провінція Ікі була включена до складу Хірадо-хану, центр якого розташовувався на острові Кюсю в провінції Хідзен. Ікі було перетворено на пропускний пункт для торговців, що прямували до Кореї.
У результаті адміністративних реформ 1871—1876 років, провінція Ікі увійшла до префектури Наґасакі.

## Повіти
- Ікі 壱岐郡
- Ісіда 石田郡